# Omans Davis Cup-lag
Omans Davis Cup-lag styrs av Oman tennisförbund och representerar Oman i tennisturneringen Davis Cup, tidigare International Lawn Tennis Challenge. Oman debuterade i sammanhanget 1994.